# Gran Premio motociclistico delle Americhe 2019
Il Gran Premio motociclistico delle Americhe 2019 si è svolto il 14 aprile presso il circuito delle Americhe ed è stato la terza prova del motomondiale 2019. La settima edizione della storia di questo GP ha visto la vittoria di Arón Canet in Moto3, Thomas Lüthi in Moto2 e Álex Rins in MotoGP.

## MotoGP

### Arrivati al traguardo
| Pos. | Nº | Pilota            | Squadra                     | Motocicletta       | Giri | Tempo     | Griglia | Punti |
| ---- | -- | ----------------- | --------------------------- | ------------------ | ---- | --------- | ------- | ----- |
| 1º   | 42 | Álex Rins         | Suzuki Ecstar               | Suzuki GSX-RR      | 20   | 41'45.499 | 7º      | 25    |
| 2º   | 46 | Valentino Rossi   | Monster Energy Yamaha       | Yamaha YZR-M1      | 20   | +0,462    | 2º      | 20    |
| 3º   | 43 | Jack Miller       | Pramac Racing               | Ducati Desmosedici | 20   | +8,454    | 4º      | 16    |
| 4º   | 4  | Andrea Dovizioso  | Mission Winnow Ducati       | Ducati Desmosedici | 20   | +9,420    | 13º     | 13    |
| 5º   | 21 | Franco Morbidelli | Petronas Yamaha SRT         | Yamaha YZR-M1      | 20   | +18,021   | 10º     | 11    |
| 6º   | 9  | Danilo Petrucci   | Mission Winnow Ducati       | Ducati Desmosedici | 20   | +21,476   | 8º      | 10    |
| 7º   | 20 | Fabio Quartararo  | Petronas Yamaha SRT         | Yamaha YZR-M1      | 20   | +26,111   | 9º      | 9     |
| 8º   | 44 | Pol Espargaró     | Red Bull KTM Factory Racing | KTM RC16           | 20   | +29,743   | 5º      | 8     |
| 9º   | 63 | Francesco Bagnaia | Pramac Racing               | Ducati Desmosedici | 20   | +30,608   | 12º     | 7     |
| 10º  | 30 | Takaaki Nakagami  | LCR Honda Idemitsu          | Honda RC213V       | 20   | +31,011   | 15º     | 6     |
| 11º  | 12 | Maverick Viñales  | Monster Energy Yamaha       | Yamaha YZR-M1      | 20   | +34,077   | 6º      | 5     |
| 12º  | 29 | Andrea Iannone    | Aprilia Racing Team Gresini | Aprilia RS-GP      | 20   | +34,779   | 17º     | 4     |
| 13º  | 5  | Johann Zarco      | Red Bull KTM Factory Racing | KTM RC16           | 20   | +42,458   | 19º     | 3     |
| 14º  | 88 | Miguel Oliveira   | Red Bull KTM Tech 3         | KTM RC16           | 20   | +44,272   | 18º     | 2     |
| 15º  | 53 | Esteve Rabat      | Reale Avintia Racing        | Ducati Desmosedici | 20   | +44,623   | 22º     | 1     |
| 16º  | 17 | Karel Abraham     | Reale Avintia Racing        | Ducati Desmosedici | 20   | +44,740   | 20º     |       |
| 17º  | 36 | Joan Mir          | Suzuki Ecstar               | Suzuki GSX-RR      | 20   | +48,063   | 14º     |       |
| 18º  | 55 | Hafizh Syahrin    | Red Bull KTM Tech 3         | KTM RC16           | 20   | +1'07,683 | 21º     |       |

### Ritirati
| Nº | Pilota          | Squadra                     | Motocicletta  | Giri | Griglia |
| -- | --------------- | --------------------------- | ------------- | ---- | ------- |
| 99 | Jorge Lorenzo   | Repsol Honda                | Honda RC213V  | 10   | 11º     |
| 93 | Marc Márquez    | Repsol Honda                | Honda RC213V  | 8    | 1º      |
| 35 | Cal Crutchlow   | LCR Honda Castrol           | Honda RC213V  | 5    | 3º      |
| 41 | Aleix Espargaró | Aprilia Racing Team Gresini | Aprilia RS-GP | 5    | 16º     |

## Moto2

### Arrivati al traguardo
| Pos. | Nº | Pilota             | Squadra                      | Motocicletta | Giri | Tempo     | Griglia | Punti |
| ---- | -- | ------------------ | ---------------------------- | ------------ | ---- | --------- | ------- | ----- |
| 1º   | 12 | Thomas Lüthi       | Dynavolt Intact GP           | Kalex        | 18   | 39'11.508 | 4º      | 25    |
| 2º   | 23 | Marcel Schrötter   | Dynavolt Intact GP           | Kalex        | 18   | +2,532    | 1º      | 20    |
| 3º   | 9  | Jorge Navarro      | Beta Tools Speed Up          | Speed Up     | 18   | +3,836    | 6º      | 16    |
| 4º   | 54 | Mattia Pasini      | Flexbox HP 40                | Kalex        | 18   | +4,757    | 7º      | 13    |
| 5º   | 73 | Álex Márquez       | EG 0,0 Marc VDS              | Kalex        | 18   | +7,741    | 2º      | 11    |
| 6º   | 10 | Luca Marini        | SKY Racing Team VR46         | Kalex        | 18   | +8,031    | 10º     | 10    |
| 7º   | 22 | Sam Lowes          | Federal Oil Gresini          | Kalex        | 18   | +8,282    | 3º      | 9     |
| 8º   | 24 | Simone Corsi       | Tasca Racing                 | Kalex        | 18   | +8,953    | 9º      | 8     |
| 9º   | 33 | Enea Bastianini    | Italtrans Racing             | Kalex        | 18   | +10,706   | 17º     | 7     |
| 10º  | 5  | Andrea Locatelli   | Italtrans Racing             | Kalex        | 18   | +16,868   | 11º     | 6     |
| 11º  | 87 | Remy Gardner       | Onexox TKKR SAG              | Kalex        | 18   | +25,633   | 18º     | 5     |
| 12º  | 45 | Tetsuta Nagashima  | Onexox TKKR SAG              | Kalex        | 18   | +25,948   | 14º     | 4     |
| 13º  | 64 | Bo Bendsneyder     | NTS RW Racing GP             | NTS          | 18   | +26,997   | 16º     | 3     |
| 14º  | 77 | Dominique Aegerter | MV Agusta Idealavoro Forward | MV Agusta F2 | 18   | +27,462   | 29º     | 2     |
| 15º  | 88 | Jorge Martín       | Red Bull KTM Ajo             | KTM          | 18   | +27,482   | 8º      | 1     |
| 16º  | 2  | Jesko Raffin       | NTS RW Racing GP             | NTS          | 18   | +39,435   | 21º     |       |
| 17º  | 89 | Khairul Idham Pawi | Petronas Sprinta Racing      | Kalex        | 18   | +49,582   | 23º     |       |
| 18º  | 65 | Philipp Öttl       | Red Bull KTM Tech 3          | KTM          | 18   | +51,247   | 25º     |       |
| 19º  | 3  | Lukas Tulovic      | Kiefer Racing                | KTM          | 18   | +51,380   | 26º     |       |
| 20º  | 35 | Somkiat Chantra    | Idemitsu Honda Team Asia     | Kalex        | 18   | +53,778   | 24º     |       |
| 21º  | 6  | Gabriele Ruiu      | MV Agusta Idealavoro Forward | MV Agusta F2 | 18   | +1'19.156 | 27º     |       |
| 22º  | 20 | Dimas Ekky Pratama | Idemitsu Honda Team Asia     | Kalex        | 18   | +1'19.286 | 30º     |       |

### Ritirati
| Nº | Pilota                | Squadra                     | Motocicletta | Giri | Griglia |
| -- | --------------------- | --------------------------- | ------------ | ---- | ------- |
| 27 | Iker Lecuona          | American Racing KTM         | KTM          | 13   | 19º     |
| 72 | Marco Bezzecchi       | Red Bull KTM Tech 3         | KTM          | 12   | 12º     |
| 18 | Xavier Cardelús       | Sama Qatar Ángel Nieto Team | KTM          | 6    | 28º     |
| 41 | Brad Binder           | Red Bull KTM Ajo            | KTM          | 2    | 5º      |
| 21 | Fabio Di Giannantonio | Beta Tools Speed Up         | Speed Up     | 0    | 13º     |
| 7  | Lorenzo Baldassarri   | Flexbox HP 40               | Kalex        | 0    | 15º     |
| 97 | Xavi Vierge           | EG 0,0 Marc VDS             | Kalex        | 0    | 20º     |
| 16 | Joe Roberts           | American Racing KTM         | KTM          | 0    | 22º     |

### Non partito
| Nº | Pilota     | Squadra                     | Motocicletta |
| -- | ---------- | --------------------------- | ------------ |
| 97 | Jake Dixon | Sama Qatar Ángel Nieto Team | KTM          |

## Moto3

### Arrivati al traguardo
| Pos. | Nº | Pilota              | Squadra                     | Motocicletta  | Giri | Tempo     | Griglia | Punti |
| ---- | -- | ------------------- | --------------------------- | ------------- | ---- | --------- | ------- | ----- |
| 1º   | 44 | Arón Canet          | Sterilgarda Max Racing Team | KTM RC 250 GP | 17   | 39'06.761 | 6º      | 25    |
| 2º   | 5  | Jaume Masiá         | Bester Capital Dubai        | KTM RC 250 GP | 17   | +0,909    | 4º      | 20    |
| 3º   | 16 | Andrea Migno        | Bester Capital Dubai        | KTM RC 250 GP | 17   | +1,077    | 13º     | 16    |
| 4º   | 19 | Gabriel Rodrigo     | Kömmerling Gresini          | Honda NSF250R | 17   | +1,104    | 3º      | 13    |
| 5º   | 23 | Niccolò Antonelli   | SIC58 Squadra Corse         | Honda NSF250R | 17   | +1,187    | 1º      | 11    |
| 6º   | 14 | Tony Arbolino       | VNE Snipers                 | Honda NSF250R | 17   | +1,322    | 18º     | 10    |
| 7º   | 25 | Raúl Fernández      | Sama Qatar Ángel Nieto Team | KTM RC 250 GP | 17   | +1,418    | 2º      | 9     |
| 8º   | 21 | Alonso López        | Estrella Galicia 0,0        | Honda NSF250R | 17   | +1,596    | 9º      | 8     |
| 9º   | 13 | Celestino Vietti    | SKY Racing Team VR46        | KTM RC 250 GP | 17   | +1,735    | 12º     | 7     |
| 10º  | 7  | Dennis Foggia       | SKY Racing Team VR46        | KTM RC 250 GP | 17   | +7,876    | 14º     | 6     |
| 11º  | 79 | Ai Ogura            | Honda Team Asia             | Honda NSF250R | 17   | +8,020    | 19º     | 5     |
| 12º  | 42 | Marcos Ramírez      | Leopard Racing              | Honda NSF250R | 17   | +8,644    | 10º     | 4     |
| 13º  | 48 | Lorenzo Dalla Porta | Leopard Racing              | Honda NSF250R | 17   | +8,779    | 11º     | 3     |
| 14º  | 17 | John McPhee         | Petronas Sprinta Racing     | Honda NSF250R | 17   | +8,780    | 8º      | 2     |
| 15º  | 40 | Darryn Binder       | CIP Green Power             | KTM RC 250 GP | 17   | +9,369    | 5º      | 1     |
| 16º  | 22 | Kazuki Masaki       | BOE Skull Rider Mugen Race  | KTM RC 250 GP | 17   | +25,290   | 16º     |       |
| 17º  | 77 | Vicente Pérez       | Reale Avintia Arizona 77    | KTM RC 250 GP | 17   | +33,964   | 29º     |       |
| 18º  | 76 | Makar Yurchenko     | BOE Skull Rider Mugen Race  | KTM RC 250 GP | 17   | +34,165   | 22º     |       |
| 19º  | 11 | Sergio García       | Estrella Galicia 0,0        | Honda NSF250R | 17   | +34,462   | 25º     |       |
| 20º  | 12 | Filip Salač         | Redox PrüstelGP             | KTM RC 250 GP | 17   | +34,590   | 28º     |       |
| 21º  | 54 | Riccardo Rossi      | Kömmerling Gresini          | Honda NSF250R | 17   | +50,739   | 26º     |       |

### Ritirati
| Nº | Pilota         | Squadra                     | Motocicletta  | Giri | Griglia |
| -- | -------------- | --------------------------- | ------------- | ---- | ------- |
| 71 | Ayumu Sasaki   | Petronas Sprinta Racing     | Honda NSF250R | 15   | 17º     |
| 81 | Aleix Viu      | Sama Qatar Ángel Nieto Team | KTM RC 250 GP | 13   | 27º     |
| 24 | Tatsuki Suzuki | SIC58 Squadra Corse         | Honda NSF250R | 12   | 7º      |
| 69 | Tom Booth-Amos | CIP Green Power             | KTM RC 250 GP | 10   | 23º     |
| 55 | Romano Fenati  | VNE Snipers                 | Honda NSF250R | 9    | 12º     |
| 84 | Jakub Kornfeil | Redox PrüstelGP             | KTM RC 250 GP | 9    | 15º     |
| 27 | Kaito Toba     | Honda Team Asia             | Honda NSF250R | 9    | 24º     |
| 61 | Can Öncü       | Red Bull KTM Ajo            | KTM RC 250 GP | 2    | 20º     |